# Celia Barrios de Reyna

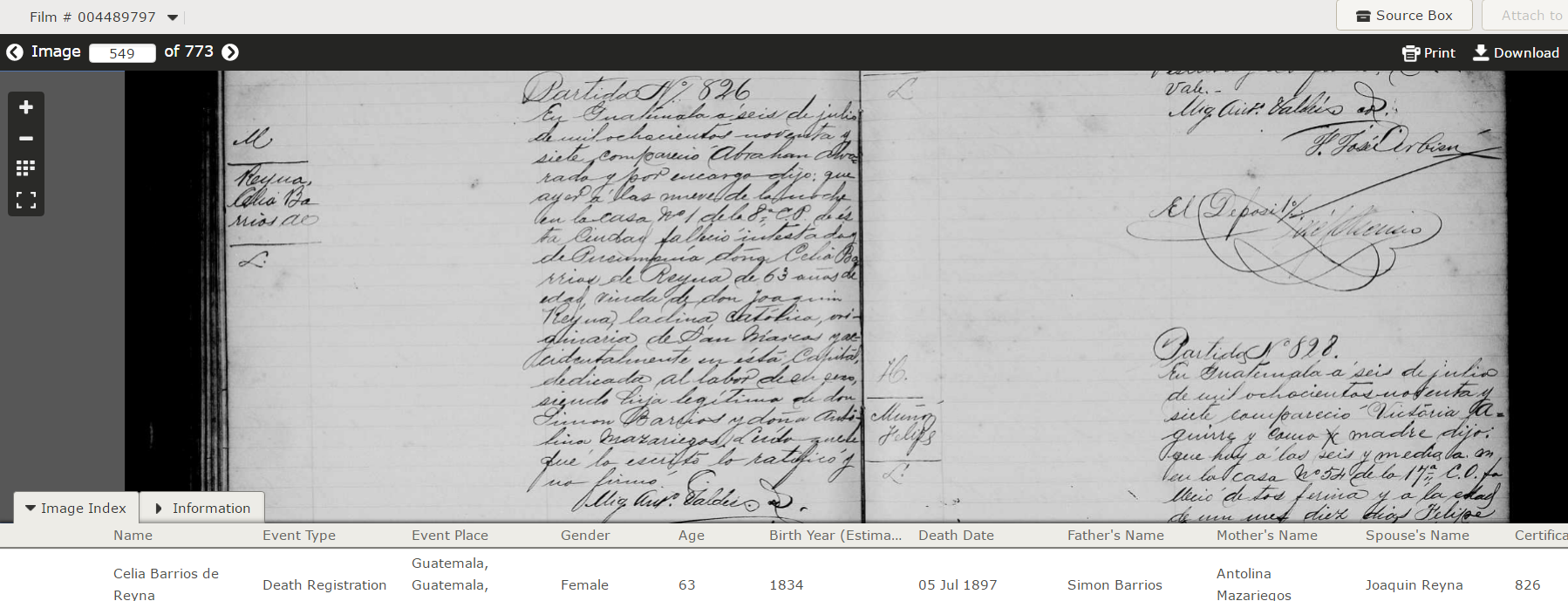
Registro de defunción Celia Barrios

Celia Barrios Mazariegos de Reina (San Marcos, 1834 - Ciudad de Guatemala, 5 de julio de 1897) fue la madre del presidente José María Reina Barrios y la Primera Madre de Guatemala.

## Biografía

### Primeros años
Celia Barrios y Mazariegos nació en San Marcos en 1834, hija de Simon Barrios y Antolina Mazariegos,
Celia Barrios se casó con Joaquín Reyna, en 1850. Fueron padres de José María, Manuel, María y María Antonia.

### Ascenso de Reina Barrios a la presidencia
Cuando su hijo el General José María Reina Barrios alcanzó la presidencia el 12 de marzo de 1892, la señora Barrios fue proclamada "Primera Madre de la Nación", siendo el primer país en el que se utilizaba este término y siendo su única sucesora la señora Joaquina Cabrera, madre del licenciado Manuel Estrada Cabrera.

## Muerte
Celia Barrios murió el 5 de julio de 1897 mientras dormía, se declararon tres días de duelo nacional, la bandera nacional ondeó a media asta y fue enterrada en San Marcos.